# Orde de la Glòria Laboral
L'Orde de Glòria Laboral (Rus:Орден Трудовой Славы; Transliterat: Orden Trudovoj Slavy) és un orde soviètic, establert pel Decret del Presídium del Soviet Suprem de l'URSS, sota la presidència de Leonid Bréjnev. Va ser creat el 18 de gener del 1974. Els estatuts es modificaren mitjançant decrets de 19 de febrer de 1981 i de 25 de juny de 1984.
Penja a l'esquerra del pit i se situa després de l'Orde de Glòria. L'orde té 3 graus. El grau superior és la 1a classe, i s'atorga de manera successiva (primer s'atorga la 3a classe, després la 2a classe i, finalment, la 1a classe).
En total, es van atorgar 952 condecoracions de 1a classe, prop de 50.000 de 2a classe i més de 650.000 de 3a classe.
Els receptors de l'Orde de Glòria Laboral de tots 3 graus tenen dret a diversos beneficis socials, com un augment del 15% en la pensió, prioritat en el manteniment de l'habitatge, al transport personal gratuït (un cop l'any) tant ferroviari com naval en 1a classe, a l'ús gratuït dels transports locals, a serveis extraordinaris de les empreses d'espectacles o culturals/educatius, etc.
L'orde de Glòria Laboral és l'únic orde soviètic laboral dividit en classes. Pels estatuts i per l'ordre de la condecoració, els privilegis concedits als cavallers de tots 3 graus són equivalents als de l'orde de Glòria.
L'autor del dibuix va ser el pintor J.M. Egorov.
Les primeres concessions van ser el 9 d'agost de 1974, sent atorgada a uns obrers de la fàbrica Азовсталь i als miners de l'extrem orient, per l'execució anticipada de les tasques previstes pel quinquenni i les obligacions socialistes.
Les primeres concessions de la 2a classe van ser el 23 de desembre de 1976, per a uns treballadors agrícoles.
Els primers Cavallers Complets de l'Orde de Glòria Laboral van ser nomenats el 7 de gener de 1983, i van ser obrers i treballadors diversos. Una de les darreres concessions va ser el 18 de desembre de 1991.
Les darreres concessions van tenir lloc el 21 de desembre de 1991, ja després de la dissolució de la Unió Soviètica, concedint-se als treballadors del ferrocarril de Briansk, així com als treballadors d'una indústria de calçat.

## Requeriments
Atorgada a obrers i mestres de la indústria, el transport, la construcció i d'altres branques de la producció, els treballadors de les granges, així com pels treballadors de l'esfera no productiva pel treball abnegat i d'alta productivitat de llarga duració en una empresa, establiment, organització, koljos o sovjos; així com els professors, educadors, mestres de l'ensenyament laboral pels èxits en l'ensenyament i l'educació de nens i adolescents per:
- Pels alts índex de producció, la superació sistemàtica dels sistemes de fabricació i plans
- Per les fites d'alta producció del treball, la producció d'alta qualitat, l'economia de materials i la reducció de despeses laborals
- Per l'esperit innovador, les innovacions i propostes de racionalització valeroses, la participació activa en l'assimilació i ús de les noves tècniques i de la tecnologia progressiva
- Per les fites d'alta fertilitat i eficiència a l'agricultura i la ramaderia
- Per una gran aportació laboral en la reducció dels venciments i la millora de la qualitat de la construcció
- Pels grans èxits en l'ensenyament i l'educació dels joves obrers
- Pels èxits en l'ensenyament i l'educació dels nens i adolescents en la seva preparació per a la vida i el treball

La condecoració pels mèrits laborals s'atorga a condició d'una llarga estada a una empresa, establiment, organització, koljós, sovjos, o establiment educatiu.
Per la decisió del Soviet Suprem del 19 de febrer de 1981, la condecoració també s'atorgà entre els obrers i els mestres de totes les branques de producció, i també entre els obrers de l'esfera no productiva. Pel decret de 25 de juny de 1984, també va distribuir-se entre els mestres, educadors i mestres d'ensenyament laboral.

## Disseny
De forma poligonal, lleugerament convexa. A la part superior surten raigs daurats que divergeixen, i a la part inferior 3 espigues de blat en daurat, lligades per una cinta en esmalt vermell amb la inscripció "CCCP" (URSS) en lletres daurades.
A la part central els raigs que divergeixen queden coberts per esmalt vermell, sobre el qual apareix la imatge en relleu en plata rovellada d'un forn i d'una central hidroelèctrica amb grues de construcció al fons. Al davant de tot hi ha la falç i el martell en daurat.
Al voltant hi ha una roda dentada amb la inscripció ТРУДОВАЯ СЛАВА (La Glòria Laboral). A la part superior hi ha una estrella de 5 puntes en esmalt vermell.
La segona classe difereix en el fet que els raigs que sobresurten són en plata, i que la part central de l'orde està coberta d'esmalt blau cel. La tercera classe és íntegrament en plata, llevat de l'esmalt de la cinta i l'estrella i el daurat de les espigues.
Penja d'un galó pentagonal de 24mm. La meitat esquerra és grisa i la dreta és groga. Al mig de la franja groga hi ha una franja en vermell de 5mm d'ample per a la 1a classe, dues de 2mm per a la 2a classe i 3 d'1mm per a la 3a classe.
| Orde de Glòria Laboral           | Orde de Glòria Laboral          | Orde de Glòria Laboral           |
| -------------------------------- | ------------------------------- | -------------------------------- |
| 1a Classe                        | 2a Classe                       | 3a Classe                        |
| Variant soviètica inicial        | Variant soviètica               | Variant de la Federació Russa    |
| Galó                             |                                 |                                  |
| Galó de l'Orde de primera classe | Galó de l'Orde de segona classe | Galó de l'Orde de tercera classe |